# Маскота (Канзас)
Маскота (енгл. Muscotah) град је у америчкој савезној држави Канзас.

## Демографија
По попису из 2010. године број становника је 176, што је 24 (-12,0%) становника мање него 2000. године.
| Група             | 2000.       | 2010.       |
| Белци             | 192 (96,0%) | 169 (96,0%) |
| Афроамериканци    | 0 (0,0%)    | 0 (0,0%)    |
| Азијати           | 0 (0,0%)    | 0 (0,0%)    |
| Хиспаноамериканци | 2 (1,0%)    | 6 (3,4%)    |
| Укупно            | 200         | 176         |